# Piotr Hofmański

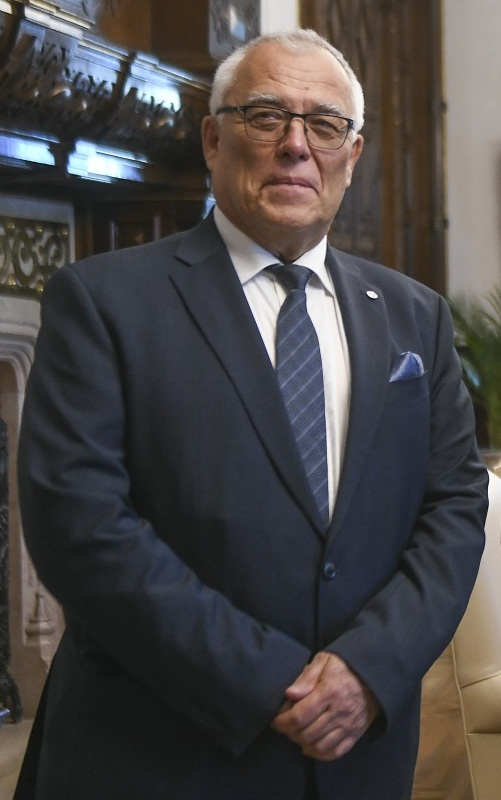
Piotr Hofmański (2022)

Piotr Józef Hofmański (* 6. März 1956 in Posen) ist ein polnischer Jurist, Hochschullehrer und Richter sowie von 2021 bis 2024 Präsident des Internationalen Strafgerichtshofs.

## Leben und Wirken
Hofmański studierte ab 1974 Rechtswissenschaften an der Nikolaus-Kopernikus-Universität Toruń (Thorn), wo er 1978 seinen Master of Laws erwarb. Anschließend war er dort als Dozent tätig. Nach seiner Promotion zum Dr. iur. in Toruń 1981 wechselte er zunächst als Juniorprofessor für Strafprozessrecht an die Schlesische Universität in Kattowitz. Dort habilitierte er sich 1987 und wurde anschließend voller Professor. 1990 wechselte er an die Universität Białystok auf einen Lehrstuhl für Strafrecht, wo er 1997 den ordentlichen Professorentitel verliehen bekam. Während dieser Zeit war er von 1994 bis 1996 fast zwei Jahre lang zudem als Richter am Appellationsgericht in Białystok tätig. 2001 nahm er einen Ruf der Jagiellonen-Universität in Krakau auf den Lehrstuhl für Strafprozessrecht an, den er seitdem innehat. Seit 1996 ist er zudem Richter am obersten Gericht Polens.
Ab März 2015 war Hofmański zudem Richter am Internationalen Strafgerichtshof. Seine Amtszeit dauerte bis 2024. Er ist zudem Autor zahlreicher, meist in polnischer oder englischer Sprache erschienener wissenschaftlicher Werke vor allem zum polnischen und internationalen Straf- und Strafprozessrecht sowie zum Recht der Menschenrechte.

## Positionen
Hofmański ist Mitglied der International Gender Champions, die sich für Geschlechtergleichstellung in nationalen und internationalen Organisationen einsetzt.